# せとうちSEAPLANES
株式会社せとうちSEAPLANES（せとうちシープレーンズ）は、かつて広島県尾道市に所在していた日本の航空運送事業会社。ベラビスタ境ガ浜を拠点に水陸両用機を使用して遊覧飛行やツアー飛行を運行した。2016年に飛行を開始し2021年に運航停止し解散した。

## 概要
常石グループ中において新規事業等を担当する会社として2011年に設立されたせとうちホールディングス（代表・神原勝成）が母体となっている。2014年11月7日に「せとうちホールディングス」は、水陸両用機の販売、整備、サービス事業への進出を決め、「せとうちSEAPLANES」を設立した。翌2015年にアメリカ合衆国の小型航空機メーカー「クエスト・エアクラフト」社の株式を100％取得し子会社化した。この会社で製造されている単発ターボプロップ機「クエスト コディアック」を日本とシンガポールを拠点としてアジア各国において販売するとともに、尾道を拠点としてコディアック機を用いた事業を計画した（2019年にクエスト・エアクラフト社はフランスのDaher(英語版)に売却された）。2016年1月15日付で国土交通省大阪航空局より航空運送事業と航空機使用事業許可を取得した。。航空事業者略号は「SSN」。
尾道市のベラビスタ境ガ浜内にあった水上水族館が閉鎖後使用目的がなくメガフロートとして係留され続けていたものを改造して水上機用施設としてそのままその場所で使用した。このメガフロートを「オノミチフローティングポート(OFP)」と命名した。事業開始当初はしまなみ海道（西瀬戸自動車道）が通る芸予諸島をめぐる遊覧飛行コース「せとうちディスカバリーフライト（SETOUCHI Discovery Flight）」のみを取り扱った。宮島・厳島神社、香川県の直島、小豆島などの瀬戸内海上空でのコース、琵琶湖遊覧飛行も予定していた。2017年にせとうちホールディングスはモルディブの国営企業であるアイランドアビエーションサービス社と合弁で、同国で水上飛行機運航事業を手がける「スカイアトール」社を設立した。
日本国内において水陸両用機が営業運行されるのは50年ぶりであった。定期遊覧飛行の他にも、宮島や松江、関西国際空港へのチャーター飛行、宣伝媒体としての利用、水上機のフライトスクール、運行受託、整備などを予定していた。拠点としてオノミチフローティングポートのほかに、島根県松江市のなかうみスカイポート、広島県三原市の広島空港内に専用ラウンジ、東京都千代田区に東京オフィス(せとうちホールディングス東京オフィス内)を設けた。開業1年目2017年8月時点での合計利用者は約1800人。2019年12月時点での合計利用者は約5500人、2020年7月時点での合計利用者は約6000人であった。
パイロットは開業時点で4名が所属し、さらに10名程度の養成が行われていた。大手航空会社、航空局、海上保安庁出身者が多いとされる。
滋賀県大津市(琵琶湖)、高知県宿毛市(宿毛湾)にて試験飛行を行った他、横浜、別府と地方観光業へのアピールを行っていた。

## 遊覧飛行
2016年8月10日に開始された遊覧飛行「せとうちディスカバリーフライト（SETOUCHI Discovery Flight）」では、オノミチフローティングポートを出発し、尾道水道、因島、生口島 (サンセットビーチ)、多々羅大橋、能島、岩城島・生口島の間、因島地蔵鼻、尾道水道を経由してオノミチフローティングポートへ帰還する。桟橋を出発してから離陸までが10分、飛行が30分、着陸から桟橋までが10分で合計50分程度のツアーになる。一日数便でスタートし、今後便数も増やしてゆく予定。
全予約制で事前にインターネット(割引あり)や電話等を通して予約が必要。乗客は最大6名。フライト中は巡航速度220km/h、高度700m程を飛行する。
パイロット1名のみでの飛行も可能だが、事業開始当初は2名で飛行した。波高が高い場合などは欠航となる。運用限界波高は40cmで80から90%の運行が可能と開業時には予測されていた。天候不良によるキャンセルについては全額払い戻しか後日への予約変更とした。

### 定期便

#### せとうちディスカバリーフライト(しまなみコース)
2016年8月10日運行開始。開業当初からの運航便である。オノミチフローティングポート発着。
オノミチフローティングポートを出発し、尾道水道、因島大橋、生口島(サンセットビーチ)、多々羅大橋を経由し、オノミチフローティングポートへ帰着する。遊覧時間30分。
旧称「せとうちディスカバリーフライト」、「せとうちディスカバリーフライト(鞆の浦・尾道コース)」の運行開始に合わせて「せとうちディスカバリーフライト(しまなみコース)」に名称変更。

#### せとうちディスカバリーフライト(鞆の浦・尾道コース)
2020年1月16日運行開始。オノミチフローティングポート発着。
オノミチフローティングポートを出発し、内海大橋、阿伏兎観音、鞆の浦、尾道水道、因島大橋を経由し、オノミチフローティングポートへ帰着する。遊覧時間30分。

#### しまねジオフライト
2018年のプレオープンより運行開始。春夏秋の季節運行(2019年4月21日-10月14日,2020年4月11-10月11日)。なかうみスカイポート発着。
なかうみスカイポートを出発し、嫁ヶ島、松江城、古浦、加賀の潜戸、多古の七ツ穴、を経由して北浦海水浴場で引き返し、なかうみスカイポートへ帰着する。遊覧時間30分。
ラウンジが設置されている、なかうみスカイポート(正式名称:松江市中海振興多目的施設)は松江市と共同で運営される施設である。

#### 広島エアポートフライト(しまなみ＆離着水体験コース)
2020年1月10日運行開始。広島エアポートフライト(しまなみ＆離着水体験コース)。広島空港発着。
広島空港を出発し、竹原市市街、多々羅大橋、岩城島・生口島の間を経由しオノミチフローティングポートで離着水体験を行い、因島大橋を経由して広島空港へ帰着する。遊覧時間40分。
広島空港ターミナルビル内の専用のカウンターと専用ラウンジを使用する。ラウンジは2017年2月開設。

#### 広島空港⇆オノミチフローティングポート便(片道)
広島空港とオノミチフローティングポートを所要時間30分で結ぶ片道便。定期運行で唯一の片道便であり非遊覧目的便。預け入れ荷物は3辺合計203cm、重量は20kg。持ち込み荷物は2kg。

#### 鞆の浦・福山歴史探訪フライト
「せとうちディスカバリーフライト(鞆の浦・尾道コース)」の新設に伴い2020年1月13日廃止。オノミチフローティングポートを出発し、内海大橋、阿伏兎観音、鞆の浦、JFEスチール西日本製鉄所福山地区、福山城を経由してオノミチフローティングポートに帰着する。遊覧時間30分。

### チャーター
チャーター便が設定されていた。発着地として、オノミチフローティングポート、なかうみスカイポート、広島空港の各拠点をはじめ、小豆島(ベイリゾートホテル小豆島 桟橋)、高松空港、松山空港、関西国際空港など。広島県呉市上空の遊覧も行われた。

### 臨時便・イベント
「水上機体験&パスタランチFLIGHT」は複数回開催された。オノミチフローティングポート対面の百島を一周するフライトと、ベラビスタマリーナの「爽風カフェ(SOFU PASTA & CAFE)」のセットプランだった。
前述のしまねジオフライトや鞆の浦・福山歴史探訪フライトは定期便化の前に臨時便として提供されていた。
美保基地航空祭や東京湾大感謝祭のイベントに参加実績がある。

### ツアー
クオリタ社(エイチ・アイ・エス グループ)にて高松空港-小豆島が、フジトラベルサービスにて愛媛県松山空港発着の忽那諸島遊覧が提供された。2017年6月にはJR西日本の運行する寝台列車「TWILIGHT EXPRESS 瑞風」にてオプショナルツアーとしても提供された。

## 所有・運航機体

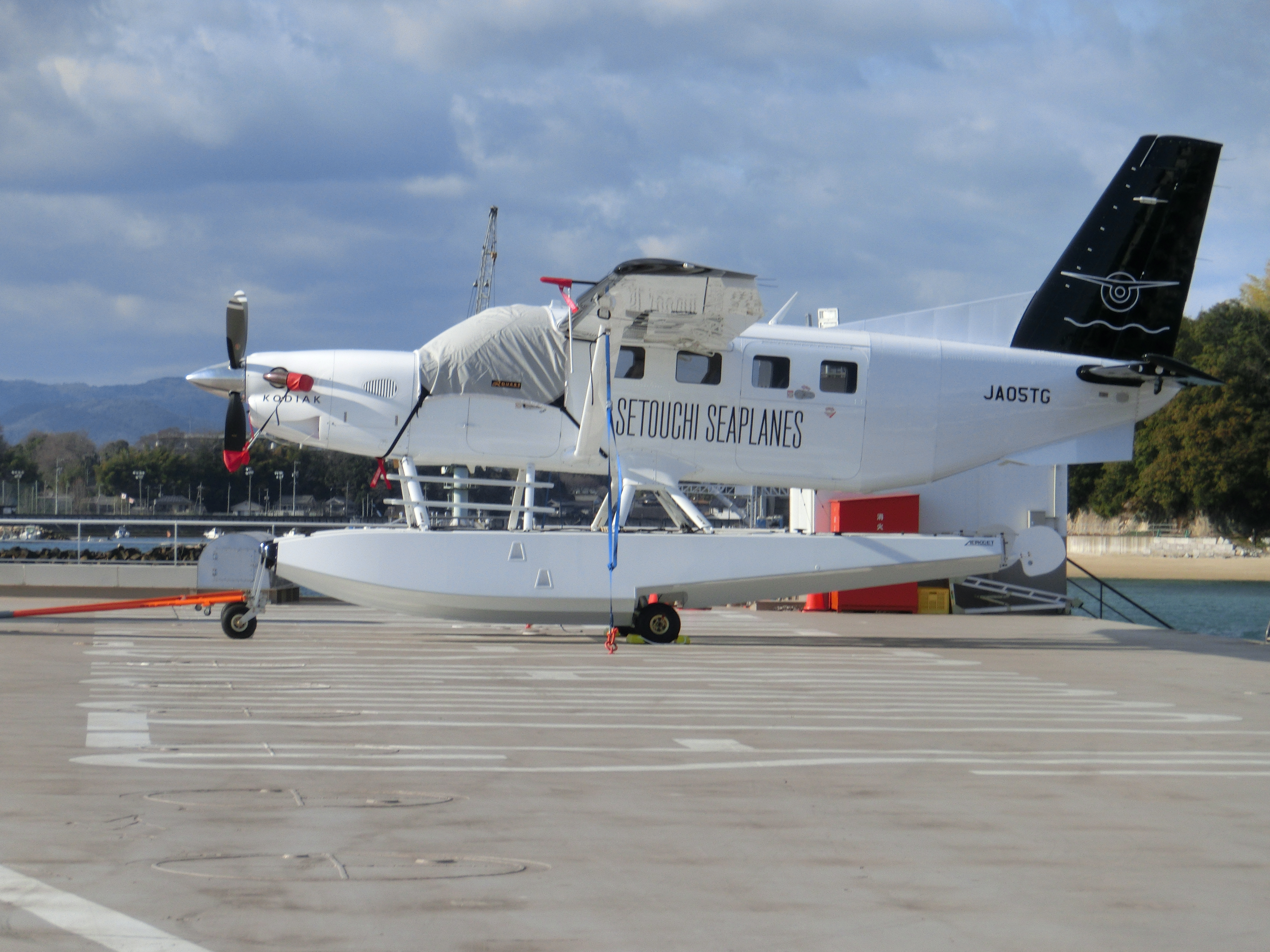
駐機するKODIAK100

2015年に常石造船の子会社となったクエスト・エアクラフト社のコディアック100に、Aerocet社製フロート「Aerocet 6650」を装備した機体を導入していた。機体は最大乗員乗客10人乗りで、離水時速度は110km/h、最大巡航速度は300km/h(高度：3,700m)、航続距離は重量に応じて500kmから1,000kmになる。運行開始時点で4機を取得済みで同年度中にさらに4機の取得を計画している。1機約4億円。業績によってはコディアックよりも大型で双発のデ・ハビランド・カナダ DHC-6ツイン・オッターの取得も検討していた。

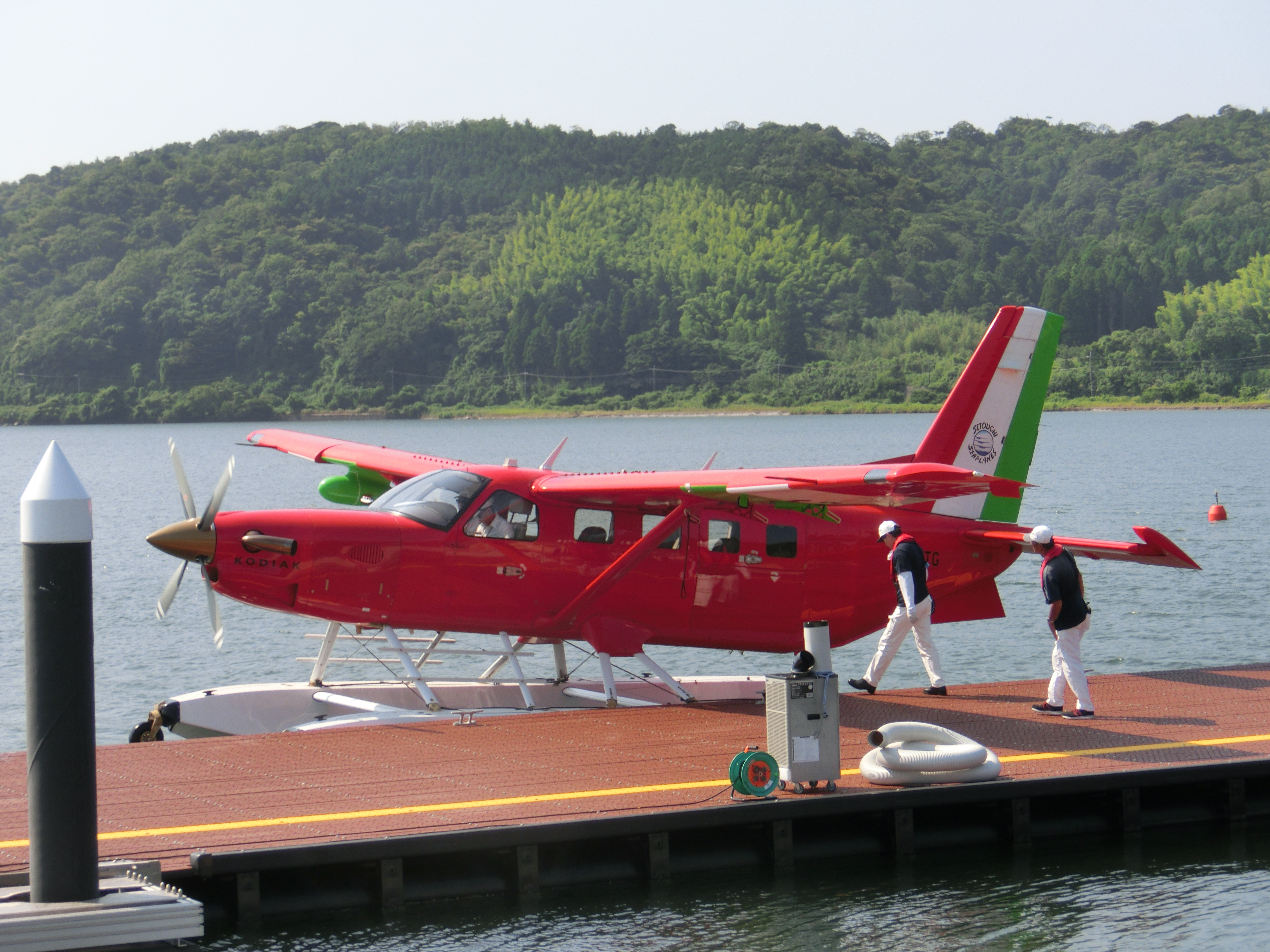
特別塗装機「ラーラロッサ」

2017年8月、赤色の特別塗装機「ラーラ ロッサ(L'ala Rossa)」を導入した。L'ala Rossaとはイタリア語で「紅い翼」を意味し、映画「紅の豚」を思わせる塗装となっている。スタジオジブリの宮崎駿が機体デザインを、鈴木敏夫が社名ロゴを監修した。特別塗装機と通常塗装機の他には、ベラビスタマリーナ仕様の塗装機があった。

## 事業停止
最大時の登録機材は9機で、一部機体の格納は国内他社(神戸、鹿児島など)の施設を借用していた。新型コロナウイルスの感染拡大の影響により、2021年1月30日の最終フライトをもって営業休止。営業停止時点で保有機材は2機(JA03TG,JA07TG)であった。過去に登録を抹消された機体は主に一旦製造元のクエスト・エアクラフト社へ渡っている。当初はスポンサーを探して営業再開を目指すとしていた。しかし 保有機材は2021年5月までに全機抹消された。2022年5月23日に社名を「株式会社浦崎」に、所在地を「東京都港区赤坂7丁目6番15号」変更。
2022年7月1日に解散。
2022年9月8日に清算結了した。「オノミチフローティングポート(OFP)」は関連設備が撤去され、再びメガフロートとして現地に係留されている。

## 事故・インシデント・トラブル
2017年3月24日、境ガ浜に向けて別府国際観光港付近を離水しようとしたコディアック100（JA02TG）が、波の影響で離水を中止し桟橋に引き返した際、桟橋到着後の機体点検でフロート支柱の折損、胴体の損傷などが発見された。
2018年4月15日、JA02TGが乗員訓練中に着水時の衝撃でフロートと胴体を結合する支柱、胴体等を破損した。
| 年度 | 航空事故 | 重大インシデント | 安全上のトラブル |
| ---- | -------- | ---------------- | ---------------- |
| 2016 | 1件      | 0件              | 7件              |
| 2017 | 0件      | 0件              | 0件              |
| 2018 | 1件      | 0件              | 6件              |
| 2019 | 0件      | 0件              | 3件              |
| 2020 | 0件      | 0件              | 3件              |

## 事業の目的
１．航空運送事業
２．航空機使用事業
３．航空機を利用した広告宣伝事業
４．航空機写真撮影事業
５．航空測量事業
６．環境の調査及び解析の受託
７．航空機操縦訓練事業
８．航空機受託運航及び整備事業
９．航空機及び航空機付属品整備事業
１０．航空機の修理改造
１１．航空機の受託修理
１２．航空機の受託改造
１３．航空機の保守管理
１４．航空機及び航空機付属品の輸出入、売買、仲介斡旋及び賃貸業
１５．航空運送事業に関する旅客の搭乗受付、手荷物の搭載等の地上支援業務
１６．駐機業
１７．不動産の売買、賃貸借及び管理運営業務
１８．倉庫業
１９．給油業
２０．宿泊施設、飲食店、スポーツ施設、遊技場の経営、受託管理及び運営業務
２１．食料品、清涼飲料水、日用品雑貨、什器の製造、卸、販売及び輸出入
２２．コンサルティング業務
２３．金融資産の取得、保有、管理及び処分
２４．損害保険代理業
２５．労働者派遣事業法に基づく一般労働者派遣事業及び特定労働者派遣事業
２６．旅行業
２７．前各号に附帯関連する一切の業務

## 歴代代表取締役
須田聡（平成27年3月23日～平成29年1月1日）
松本武徳（平成28年6月30日～平成30年12月12日）
中村利明（平成29年1月1日～平成30年12月1日）
岡崎剛（平成30年12月1日～令和4年7月1日）→清算人

## 過去運用されていたホームページ
すべて閉鎖済み。
- 公式HP：https://setouchi-seaplanes.com/ (2021年7月10日閉鎖)
- せとうちHOLDINGS(かつての親会社)：http://setouchi-hd.com/
- 公式Facebook：https://www.facebook.com/setouchi.seaplanes/ Setouchi Seaplanes
- 公式Instagram：https://www.instagram.com/setouchi_seaplanes/ setouchi_seaplanes

## その他
- 母体となった「せとうちホールディングス」は2019年4月にツネイシホールディングスに吸収合併されている[1]。
- 当初はオノミチフローティングポート内の「HOT DOG SHOP」[40]にて地元食材を使用したホットドッグを販売していた。メニューは「せとうちエビドッグ」や「せとうちポークドッグ」など多数。各種ドリンクやアイス、スープなども提供されていた。
- ふるさと納税の返礼品としてフライトコースの提供を行っていた。広島県尾道市では、せとうちディスカバリーフライト「しまなみコース」または「鞆の浦・尾道コース」が、島根県松江市では「しまねジオフライト」または「チャーター」が提供されていた[41]。
- オノミチフローティングポートのラウンジでは、待ち時間に軽食や飲み物が利用できる。ラウンジは高級クルーズ客船「guntû(ガンツウ)」と共通となっており、受付には両方のロゴがあしらわれている。
- オノミチフローティングポートでは各種グッズの販売があり、オフィシャルショップでの通信販売も行われていた[42]。複数デザインのTシャツや手ぬぐい、缶バッジやトートバッグ、マスキングテープ、珍しいものでフローティングペンやレンチキュラー絵葉書などのラインナップがあった。
- 遊覧コースのルート変更が行われたことがある。せとうちディスカバリーフライトの運行開始当初は、地蔵鼻経由し能島まで飛行していた(遊覧時間50分)、2017年には遊覧時間30分のショートコースの設定があった。しまねジオフライトの運行開始当初は、七類港を経由して美保関灯台まで飛行していた(遊覧時間50分)。
- 2017年3月24日に日本赤十字社広島県支部と「災害時等における救護活動への相互協力に関する協定」を締結した。[43]
- 2017年には桟橋に入場して水陸両用機を撮影できる「1DAY PASS」の設定があった。
- 2018年には「せとうちディスカバリーフライト」 2017年日経優秀製品・サービス賞 優秀賞 日経産業新聞賞を受賞した[44]。